# Bělovicko
Bělovicko (polsky Bielowicko) je vesnice v jižním Polsku ve Slezském vojvodství v okrese Bílsko-Bělá v gmině Jasenice na území Těšínského Slezska. Ke dni 31. 12. 2014 zde žilo 621 obyvatel, rozloha obce činí 3,81 km².
První historická zmínka o vesnici pochází z roku 1233.
Pamětihodností Bělovicka je dřevěný farní kostel sv. Vavřince postavený v roce 1541, cíl každoroční pouti obyvatel nedalekého města Skočova. Koná se 10. srpna na památku velkého požáru, který postihl Skočov v roce 1756.